# 2005年11月

## 11月30日
- 香港行政長官曾蔭權於當地晚上7:30發表關於政治制度發展的電視講話，希望立法會議員及市民支持政府提出的方案，成為香港历史上首位發表農曆新年賀詞以外的電視講話的領導人。 明報新聞網中時電子報[永久]

## 11月29日
- Mozilla Firefox 1.5浏览器正式推出。MozillaZine（页面存档备份，存于） 天极网
- 联合国气候变化会议在加拿大蒙特利尔举行 BBC中文网 UNFCCC（页面存档备份，存于）
- 中国证实新疆鄯善县及湖南永州市再度爆发禽流感疫情 BBC中文网
- 天主教教廷公布指令，禁止有同性恋行為、傾向、或支持同性戀文化的人進入神學院或擔任神職。BBC中文网 紐約時報（英文）（页面存档备份，存于）
- 香港民主派議員李柱銘、陳偉業、單仲偕等，會晤了美國國務卿萊斯等官員，討論香港民主化問題。中時電子報[永久]多維新聞網 （页面存档备份，存于）多維新聞網 （页面存档备份，存于）中時電子報[永久]中時電子報[永久]
- 英國無臂女藝術家愛莉森·拉波獲頒「世界傑出人士獎」。自由電子報

## 11月28日
- 加拿大议会中三个反对党联手提出的对政府不信任动议以171票对133票通过，现任总理保罗·马丁领导的自由党政府预计将解散议会。大选可能提前至明年1月举行。BBC中文网（页面存档备份，存于）
- 经六周休庭，萨达姆案重新开庭复审 BBC中文网（页面存档备份，存于）
- 宏都拉斯最高選舉法庭主席梅西亞宣布，「自由黨」總統候選人賽拉亞領先執政的「國家黨」候選人洛沃，當選下屆總統。執政黨選舉團隊要求在國際觀察員監督下完成計票，否則不承認對手勝選。中時電子報[永久]
- 美國政府对緬甸政府宣布延長軟禁反對運動領袖翁山蘇姬表達遺憾。中廣新聞網[]
- 最后一架波音757系列飞机出厂，该系列飞机正式停产。
- 《聯合國氣候變化綱要公約》第11屆締約方會議召開。

## 11月27日
- 中国黑龙江省七台河东风煤矿发生井下爆炸事故。共72名矿工获救生还，确认有148名矿工遇难（包括兩名地上工人），3人下落不明。人民网（页面存档备份，存于）BBC中文网[]中國日报（英文）（页面存档备份，存于）
- 波斯湾南霍尔木兹海峡中属于伊朗的克什姆岛附近发生里氏6.1级地震，至少8人死亡 USGS BBC中文网
- 蒙古国總統恩克巴雅爾展開中國訪問行程。中時電子報[永久]
- 第一届欧盟地中海国家首脑会议在西班牙巴塞罗那开幕。人民网（页面存档备份，存于）
- 法國醫師狄伯納進行人類首例臉部局部移植手術，接受移植者是一位顏面嚴重傷殘的卅八歲女性病患，使用的臉部組織則來自一位腦死病患。中時電子報中時電子報[永久]中時電子報

## 11月26日
- 巴勒斯坦当局接管加沙地带和埃及之间唯一的边界通道拉法赫。 BBC中文网[]
- 日本宇航研究开发机构宣布隼鸟号成功地从丝川小行星上面采集岩石样本。这是人类第一次从小行星上采集样本。BBC中文网 Wikinews（页面存档备份，存于）
- 中國江西的九江、瑞昌间（29°39′N 115°43′E / 29.650°N 115.717°E），UTC时间00:49:38 发生里氏5.7级地震。地震已造成17人死亡、20人重傷，1.8萬餘間房屋倒塌，逾40萬災民當晚冒嚴寒露宿野外。USGS 新浪网（页面存档备份，存于）多維新聞網 （页面存档备份，存于）TVBS新聞網（页面存档备份，存于）
- 印度百萬富豪辛哈尼亞以逾兩萬一千公尺高度，幾乎已達到地球大气层的邊緣，創下熱氣球飛行高度的新世界紀錄。自由電子報中時電子報
- 羅馬尼亞農業部表示他們在東部史卡爾拉特西的一隻火雞身上發現H5系列禽流感病毒。番薯藤-新聞
- 西歐遭到暴風雪襲擊，造成比利時、英國、法國、德國和荷蘭的空中和鐵公路交通嚴重受阻，並且有數以千計的家庭停電。番薯藤-新聞（页面存档备份，存于）

## 11月25日
- 台灣經濟部智慧財產局特許衛生署自即日起可自行生產克流感，使得台灣成為第一個獲得強制授權、自製克流感同成份藥物的地区。中時電子報[永久]自由電子報
- 聯合國教科文組織在法國巴黎宣佈第三批人類口述和非物質遺產代表作。韓國江陵端午祭等榜上有名。 新華網（页面存档备份，存于）

## 11月24日
- 南韓幹細胞與複製醫學權威黃禹錫博士，為其研究團隊引發的醫學倫理爭議公開道歉，並辭去個人所有職務。 中時電子報自由電子報
- 中国重庆市垫江县一家化工厂发生爆炸事故，事故造成一人死亡，三人受伤，及苯等有害物质泄漏。BBC中文网自由電子報
- 印尼農業部証實，在亞齊省的3個地區已經有好幾百隻雞，確定因為感染禽流感H5N1病毒株死亡。中国农业部说新疆维吾尔自治区吐鲁番市发生高致病性禽流感疫情。新浪网（页面存档备份，存于）多維新聞網 （页面存档备份，存于）中央廣播電台
- 欧盟科学家在研究南极冰层后称，空气中二氧化碳含量比过去65万年的最高水平還要高。BBC中文網

## 11月23日
- 俄羅斯擔心松花江上游吉林省一家化工廠發生爆炸在黑龍江所產生的污染會引發生態災難。大公報中時電子報[永久]東森新聞網（页面存档备份，存于）中時電子報中時電子報[永久]
- 联合国毒品和犯罪问题办公室在纽约联合国总部发布的「阿富汗鸦片调查报告」称阿富汗依然是世界第一大鸦片生产国。新华网（页面存档备份，存于）BBC中文网[]
- 中国卫生部通报安徽省休宁县11月22日发生一例人感染高致病性禽流感死亡病例。 BBC中文网
- 加拿大不列颠哥伦比亚省爆发新的禽流感病例。美国之音

## 11月22日
- 安吉拉·默克尔宣誓成为德国历史上首位女总理。深圳热线
- 美國國務院宣佈恢復與印尼的軍事往來，解除對印尼實施六年的武器禁運。東森新聞網（页面存档备份，存于）
- 日本自民黨於建黨五十周年紀念大會上，正式發表該黨已經通過的「新憲法草案」最終版本。中時電子報[永久]自由電子報
- 越南宣布一15歲男孩被測出感染H5型禽流感病毒。此外中國農業部發布消息，烏魯木齊、寧夏銀川、雲南楚雄等地發生禽流感疫情。 中國經濟網[] 多維新聞網 （页面存档备份，存于）

## 11月21日
- 美国总统小布什访问蒙古国首都乌兰巴托，成为访问蒙古的第一位美国总统。 BBC中文网[]
- 台湾高雄捷运外劳弊案侦查结束，陈哲男等22人被起诉。新浪网（页面存档备份，存于）
- 台湾中央研究院副院長賴明詔說：旅美院士何大一初步研發出禽流感基因疫苗，以老鼠實驗顯示，可產生H5N1抗體。中時電子報中廣新聞網[]

## 11月20日
- 俄羅斯總統普丁搭乘專機飛抵東京，展開正式訪問，將和日本首相小泉純一郎舉行高峰會談。中時電子報[永久]
- 以色列总理阿里埃勒·沙龙决意退出执政的利库德党，并将成立一个新党，以色列将提前大选。 BBC中文网
- 联合国宣布建立禽流感预警系统，这个系统将统一处理有关世界上候鸟的信息。 美国之音
- 受世界卫生组织委托到湖南省考察禽流感疫情的日本专家田代真人博士公布，中国已证实至少有至少300人死于禽流感。 大纪元时报（页面存档备份，存于）

## 11月19日
- APEC領袖高峰會議結束，發表釜山宣言，全體呼籲儘速強化經貿自由合作、消弭盜版、反恐、反腐敗、防範禽流感。TVBS新聞網（页面存档备份，存于）中時電子報[永久]
- 美國總統布什與夫人劳拉晚間搭乘專機抵達北京，展開任內第三次訪問中國。中時電子報[永久]中時電子報[永久]
- 中国山西省孝义市、新疆乌鲁木齐分别发生了H5N1亚型高致病性禽流感，没有人类感染禽流感的报告。 BBC中文网（页面存档备份，存于）
- 伊拉克發生兩起汽車炸彈爆炸事件，共造成49人死亡。美軍當天遭到襲擊，5名士兵喪生。多維新聞網 （页面存档备份，存于）TVBS新聞網（页面存档备份，存于）

## 11月18日
- APEC领导人峰会在韩国釜山开幕，有反對布什的抗議者與警方發生肢體衝突。中国新闻网（页面存档备份，存于）TVBS新聞網（页面存档备份，存于）
- 中國共產黨举行纪念胡耀邦诞辰90週年座谈会。BBC中文网多維新聞網 （页面存档备份，存于）
- 斯里兰卡总理马欣达·拉贾帕克萨以微弱优势击败反对党领导人维克拉马辛哈，赢得了总统大选。 BBC中文网[]
- 美國藥物管理局舉行調查聽證會，結果顯示克流感與兒童死亡，沒有直接關係。東森新聞網（页面存档备份，存于）TVBS新聞網（页面存档备份，存于）

## 11月17日
- 美国总统布什与韩国总统卢武铉举行会谈，双方同意通过和平与外交手段来解决朝鲜核武争议。大纪元时报
- 联合国大会以84:22:62通过决议案，对北韩违反人权的情况表达严重关切。 BBC中文网
- 2006年世界盃足球赛32强全部产生。新华网
- 日本国土交通省发表姐齿建筑设计事务所伪造公寓大楼和宾馆的构造计算书了，那个作为构造计算书伪造问题成为社会问题。中文导报[]
- 臺灣財政部今宣佈臺灣銀行與中央信託局兩家銀行採取以「吸收合併」的方式整合，合併後以臺銀為存續銀行。換股比例為2:1方式換取臺銀股票。財政部[永久]

## 11月16日
- 中國衛生部公佈確診兩例人类感染H5N1流感患者，其中湖南一名9歲男童已痊瘉，安徽一名22歲女性農民病逝，湖南另一名12歲女孩疑似病例亦病逝。中國因此成為世界上第五個有人類感染H5N1流感病例的國家。另中国农业部兽医局局长贾幼陵宣布将对全国家禽進行接种禽流感疫苗。中時電子報 BBC中文网（页面存档备份，存于）
- 信息社会世界峰会在突尼斯举行，各方同意由美国继续保留对互联网主要域名管理机构的监督权。BBC中文网国际电信联盟（页面存档备份，存于）
- 美國總統乔治·沃克·布什在日本京都宣佈，美國已經與歐盟、日本、南韓和台灣達成協議，簽署「多晶片積體電路關稅協定」，簽約國將享受這類產品零關稅待遇。東森新聞網（页面存档备份，存于）
- 法國國會參議院表決通過目前實施的緊急狀態延長三個月案，以遏止境內的青少年動亂。華視新聞網

## 11月15日
- 第五届「安第斯国家安全会议」在厄瓜多尔首都基多开幕。新华网 Archive.today的存檔，存档日期2013-04-28
- 中國外交部發言人劉建超在外交部例行記者會表示，中共中央將在北京舉辦「胡耀邦同志誕辰九十周年紀念會」，中時電子報[永久]多維新聞網 （页面存档备份，存于）
- 中国流感参考实验室确诊，安徽省淮南市发生H5N1亚型高致病性禽流感疫情。 BBC中文网（页面存档备份，存于）
- 日本纪宫公主清子与平民举行婚礼后，失去日本皇室身份。BBC中文网

## 11月14日
- 俄羅斯總統普丁宣布局部調整政府高層人事，提拔擅長財經的幕僚長梅德韋傑夫出任第一副總理，另外任命國防部長伊萬諾夫兼任副總理。中時電子報[永久]
- 委内瑞拉总统查韦斯对墨西哥领导人福克斯的出言不逊，两国相互召回驻对方国家的大使。BBC中文网
- 乌兹别克最高法院裁定，六个月前试图在安吉延市发动一场伊斯兰革命的十五名男子有罪。人权组织批评说，大部分证词是通过刑讯获得的。BBC中文网[]

## 11月13日
- 美军接管伊拉克一幢内政部大楼时，发现170多名被伊拉克安全部队扣押的逊尼派囚犯，其中多数营养不良，少数有被虐待的迹象，甚至有人因为被折磨而导致皮肤脱落。伊拉克政府已经针对该事件展开调查。BBC 中文网（页面存档备份，存于）
- 25岁的伦敦居民安德鲁·斯丁普森成为世界上第一个在感染爱滋病病毒后彻底痊愈的病例。 BBC中文网（页面存档备份，存于）
- 包括一艘巡逻艇在内的10艘北韩船只短暂地违法进入有争议的西部海上分界线。韩国海军发出了警告信号。 美国之音
- 南亚区域合作联盟决定接受阿富汗为正式成员，并给予中国和日本观察员地位。BBC中文网
- 中國吉林省一家化工廠發生爆炸，對松花江造成嚴重污染。污染順河而下影響到俄羅斯遠東地區。

## 11月12日
- 聯合國秘書長科菲·安南訪問伊拉克首都巴格達，會見伊國領袖，這是安南自伊拉克戰爭以來，首次造訪當地。東森新聞網（页面存档备份，存于）
- 法国里昂市中心爆发骚乱，这是最近几星期中首次发生在大城市中心地带的骚乱。 BBC中文网（页面存档备份，存于）

## 11月11日
- 利比里亚素有"铁娘子"之称的--爱伦·约翰森·希尔丽夫--赢得大选，成为该国以及非洲的首位女总统。 BBC中文网
- 2008年北京夏季奥运会吉祥物发布，为福娃贝贝、福娃晶晶、福娃欢欢、福娃迎迎、福娃妮妮，是“北京欢迎你”的谐音。奥运会开幕1000天倒计时同时开始。北京奥运官方网
- 全球最大民航機空中巴士A380，首次在歐洲以外試飛，在新加坡樟宜機場成功降落。明報新聞網
- 世界贸易组织接纳沙特阿拉伯为成员。BBC中文网

## 11月10日
- 印尼警方说为激进组织伊斯兰祈祷团制造炸弹的头目阿扎哈奇·哈辛已经死亡 BBC中文网
- 美國總統布什在白宮接見正在華盛頓訪問的西藏精神領袖達賴喇嘛。TVBS新聞網（页面存档备份，存于）
- 科威特首次發現禽流感，是中東國家的第一次。 明報新聞網
- 美国波音公司的777-200LR客机从香港起飞，飞过太平洋，横越大西洋抵达伦敦，飞行距离约两万公里，打破纪录。BBC中文网

## 11月9日
- 约旦首都安曼发生三起自杀式炸弹爆炸事件，至少造成57人死亡，上百人受伤，其中中國國防大學軍事代表團學員三死一傷。BBC中文网中時電子報大紀元時報東森新聞網（页面存档备份，存于）
- 中国国家禽流感参考实验室确認辽宁省阜新市阜新蒙古族自治县大阪镇朝阳寺村，以及锦州市南站新区大岭村的养殖户所饲养的鸡隻，感染H5N1亚型高致病性禽流感。BBC中文网
- 第五轮“六方会谈”开始。深圳热线
- 欧洲「金星快车」太空探测器在哈萨克斯坦的拜科努尔，由俄罗斯联盟號火箭運載发射升空。BBC中文网[]

## 11月8日
- 中國國家主席胡錦濤抵達英國進行訪問，有數百名人權人士沿途抗議。 中時電子報[永久] 東森新聞網（页面存档备份，存于）中時電子報
- 法國政府實施宵禁，試圖讓動亂城鎮儘快恢復平靜，並宣布推動一連串社會與經濟措施，以改善低收入區民眾的生活困境。中時電子報自由電子報
- 瑞士正式將「拉法葉艦」軍售弊案相關文件資料交給台灣、法國及列支敦斯登三國的司法檢調機構，台灣調查拉艦弊案及海軍上校尹清楓命案得到最關鍵資料與證據。中時電子報[永久]
- 阿塞拜疆议会选举结束，執政黨获得过半数议席。深圳热线

## 11月7日
- 缅甸宣布将首都从仰光迁往位于内陆的彬马那。中山日报中時電子報
- 秘魯前總統藤森謙也從日本前往智利後，被智利警方拘捕。 多維新聞 （页面存档备份，存于）
- 被指从联合国“石油换食品”计划中获益的印度外长辛格已被取消职务。 BBC中文网[]
- 全球首宗BT侵權刑事起訴案件判刑，被告陳乃明被判監禁3個月。 Yahoo!新聞
- 香港《明報》報館接獲郵包炸彈，兩人受傷，成為香港開埠以來首宗報館爆炸襲擊案。Yahoo!新聞

## 11月6日
- 2005年東亞運動會在澳門閉幕，會旗交給下屆主辦城市香港，由香港民政事務局局長何志平及港協暨奧委會會長霍震霆代表接收。明報新聞網
- 台灣高鐵以超過300公里的時速成功完成試車，這是新幹線第一次的海外輸出。TVBS新聞網（页面存档备份，存于）台視新聞網[]
- 中华人民共和国卫生部通报湖南3例不明肺炎，不排除人染禽流感，其中一人已死亡。新浪网（页面存档备份，存于）
- 美国肯塔基州和印第安纳州凌晨遭到了一股强劲龙卷风的袭击，造成至少22人死亡，另有至少200人受伤。新浪网（页面存档备份，存于）
- 韓國組合Super Junior出道。

## 11月5日
- 在阿根廷銀海市召開的美洲国家高峰会议進入第二天會程，數百名示威者與鎮暴警察發生激烈衝突。中時電子報
- 印度尼西亚官员证实又有一人死于禽流感。 BBC中文网
- 法国骚乱持续擴大，巴黎及马赛等城市都发生新的暴力事件。 BBC中文网[]

## 11月4日
- 越南和中国东北的辽宁省再次爆发禽流感疫情，这是三周以来发生的第四次。 BBC中文网（页面存档备份，存于） BBC中文网
- 第4届美洲国家高峰会议在阿根廷南部海滨城市马德普拉塔市开幕。新华网（页面存档备份，存于）
- 網路書城亚马逊公司宣布將提供消費者付費購買「線上版」書籍，甚至可以只購買書中「任何一頁、段落或章節」。中時電子報[永久]自由電子報

## 11月3日
- 「人權觀察」指出：有證據顯示美國中央情報局把在阿富汗拘捕的恐怖份子轉送至波蘭與羅馬尼亞，同時傳出中情局於東歐與其他八國設置秘密監獄，拷問恐怖嫌犯。自由電子報大紀元時報
- 日本与北韩之间的会谈在停顿一年之后在中国北京复会。 BBC中文网[]
- Google公司推出线上第一家虚拟图书馆，讓4所大学图书馆数以千计的图书得以免费提供网民阅读参考。其中可供全文阅览的内容都是屬于公共领域的書籍和文件。 Google Blog（页面存档备份，存于） BBC中文网
- 印尼衛生部长称当地3名儿童疑感染禽流感。新浪网（页面存档备份，存于）

## 11月2日
- 法國巴黎的非洲移民暴動越演越烈，已持續至第七天，東森新聞網（页面存档备份，存于）中時電子報[永久]
- 台灣總統陳水扁針對引起軒然大波的TVBS事件發表談話，並強調不在任內去關掉任何一家電視台。中時電子報[永久]自由電子報

## 11月1日
- 冥王星发现两颗新卫星，S/2005 P1和S/2005 P2。国家地理（英文）（页面存档备份，存于） 探索频道（英文）
- 联合国决定将1月27日定为国际大屠杀纪念日。新浪网（页面存档备份，存于）
- 中国海洋石油总公司和越南石油总公司，在河内签署了关于北部湾油气合作的框架协议。 BBC中文网
- 世界第二大的股票交易市場「東京證券交易所」，發生電腦系統故障，股票交易全部停擺，讓東京證交所的信用大受打擊。中時電子報